# Export (Pennsilvània)
Export és una població dels Estats Units a l'estat de Pennsilvània. Segons el cens del 2000 tenia 895 habitants.

## Demografia
Segons el cens del 2000, Export tenia 895 habitants, 455 habitatges, i 232 famílies. La densitat de població era de 909,4 habitants per quilòmetre quadrat.
Dels 455 habitatges en un 22% hi vivien nens de menys de 18 anys, en un 32,1% hi vivien parelles casades, en un 12,1% dones solteres, i en un 49% no eren unitats familiars. En el 43,7% dels habitatges hi vivien persones soles el 21,1% de les quals corresponia a persones de 65 anys o més que vivien soles. El nombre mitjà de persones vivint en cada habitatge era d'1,97 i el nombre mitjà de persones que vivien en cada família era de 2,74.
Per edats la població es repartia de la següent manera: un 18,8% tenia menys de 18 anys, un 6% entre 18 i 24, un 33,2% entre 25 i 44, un 18,8% de 45 a 60 i un 23,2% 65 anys o més.
L'edat mediana era de 41 anys. Per cada 100 dones de 18 o més anys hi havia 85,9 homes.
La renda mediana per habitatge era de 28.350 $ i la renda mediana per família de 36.591 $. Els homes tenien una renda mediana de 30.677 $ mentre que les dones 22.031 $. La renda per capita de la població era de 20.170 $. Entorn del 3,1% de les famílies i el 7,6% de la població estaven per davall del llindar de pobresa.

## Poblacions més properes
El següent diagrama mostra les poblacions més properes.